# Летние Сурдлимпийские игры 1935
IV Международные игры глухих прошли в Лондоне, столице Великобритании. Игры проводились с 17 по 24 августа  1935 года, участие в них принял 221 спортсмен из 12 стран.

## Виды спорта
Программа IV Международных игр глухих включала 6 спортивных дисциплин (5 из которых индивидуальные, 1 — командная).

### Индивидуальные
- Лёгкая атлетика
- Велоспорт
- Плавание
- Прыжки в воду
- Теннис

### Командные
- Футбол

## Страны-участницы
В IV Международных игр глухих приняли участие спортсмены из 12 государств:
- Австрия
- Бельгия
- Великобритания
- Венгрия
- Германия
- Дания
- Нидерланды
- Норвегия
- США
- Финляндия
- Франция
- Швеция